# Guido Gasperini
Guido Gasperini (* 7. Juni 1865 in Florenz; † 20. Februar 1942 in Neapel) war ein italienischer Bibliothekar und Musikwissenschaftler.

## Leben und Werk
Gasperini war im Fach Komposition ein Schüler von Guido Tacchinardi und im Fach Cello ein Schüler von Jefte Sbolci. Von 1902 bis 1924 arbeitete er als Direktor der Bibliothek des Konservatoriums von Parma und als Lehrer für Musikgeschichte. Von 1924 bis 1935 wirkte er als Direktor der Bibliothek des Konservatoriums von Neapel.
1908 gründete er die Associazione dei Musicologi Italiani in Ferrara. Das Hauptanliegen dieser Organisation war die Sichtung, Erforschung und Katalogisierung der gesamten Musikliteratur in öffentlichen und privaten italienischen Bibliotheken als Basis für kritische Neuausgaben für die besten italienischen Musikherausgeber und Musikautoren. 1909 wurde diese Gesellschaft als italienische Sektion in die Internationale Musikgesellschaft (IMG) integriert und gab ab diesem Zeitpunkt vierteljährlich einen Katalog zum italienischen Musikschrifttum heraus. Dieses Projekt wurde durch den Ersten Weltkrieg unterbrochen und nach dem Tode Gasperinis gänzlich eingestellt. Erst Claudio Sartori nahm im Rahmen der internationalen musikwissenschaftliche Zusammenarbeit und des Projektes Répertoire international des sources musicales das Anliegen wieder auf.

## Werke von Gasperini (Auszug)
- 1899 Storia della musica
- 1902 Dell' arte d'interpretare la scrittura della musica vocale del Cinquecento
- 1905 Storia della Semiografia musicale